# Dražen Dalipagić
Dražen Dalipagić (in serbo Дражен Далипагић?; Mostar, 27 novembre 1951 – Belgrado, 25 gennaio 2025) è stato un cestista, allenatore di pallacanestro e dirigente sportivo jugoslavo, dal 1992 serbo.

## Carriera

Dražen Dalipagić durante il periodo veronese.

Soprannominato Praja, fu un giocatore di grande classe, uno dei più forti in Europa del suo tempo. Dotato di un tiro estremamente preciso, giocò nel ruolo di ala piccola.
Nel Campionato Italiano militò con Udine, Reyer Venezia e Scaligera Verona. La sua migliore stagione fu quella del campionato 1981-82 quando, con la maglia del Partizan Belgrado, ottenne una media di 42,9 punti per partita. Va sottolineato che all'epoca non era ancora stato introdotto il canestro da tre punti.
Il 25 gennaio 1987 stabilì il record personale di marcature in serie A1 del campionato italiano con 70 punti nella partita vinta dalla Giomo Venezia contro la Dietor Bologna (107-102); durante una gara della stagione successiva, ne segnò 57.
Eletto tre volte miglior giocatore europeo dell'anno, con la nazionale jugoslava di pallacanestro giocò complessivamente 243 partite vincendo la medaglia d'oro a Mosca 1980 e ai campionati Mondiali del 1978, oltre a 3 titoli europei. Fu eletto nella Basketball Hall of Fame nel 2004.
Morì il 25 gennaio 2025 a Belgrado, dopo una lunga malattia, all'età di 73 anni.

## Vita privata
Suo figlio Davorin ha intrapreso anch'egli la carriera di cestista.

## Palmarès

### Giocatore
- YUBA liga: 2

Partizan Belgrado: 1975-76, 1978-79
- Coppa di Jugoslavia: 1

Partizan Belgrado: 1979
- Coppa Korać: 2

Partizan Belgrado: 1977-78, 1978-79
- MVP del mondiale: 1

1978